# ATR (canal de televiziune)
ATR (chirilice: АТР) este un canal de televiziune ucrainean al cărui public țintă îl reprezintă tătarii din Crimeea. A difuzat în Crimeea, Ucraina, de la 1 septembrie 2006 până la 1 aprilie 2015, când a fost nevoit să închidă în urma ocupației autorităților ruse după ce nu a reușit să obțină licența în conformitate cu legea rusă. La mijlocul lunii iunie 2015, postul și-a reluat emisia în  Ucraina și de atunci își are sediul situat la Kiev. Atunci când se afla în Crimeea, majoritatea programelor difuzate de canal erau în limba rusă (60%), 35% în tătară crimeeană și 5% în limba ucraineană. Canalul folosește Tamga pe post de stemă a canalului.

## Istorie
Canalul a început să difuzeze la 1 septembrie 2006. Din 2012, acesta a fost disponibil și prin satelit. Fondatorul și proprietarul ATR este omul de afaceri Lenur Izmailov.
ATR a relatat evenimentele care au condus la referendumul din Crimeea din 2014, și care au dus la anexarea Crimeei în martie 2014 de către Rusia dintr-o perspectivă pro-ucraineană. După anexare, ATR a primit un avertisment oficial conform căruia ar desfășura „activități extremiste” și, deși a rămas destul de critic, a evitat termeni precum „anexare” și „ocupație”.
În 2015 canalul și-a schimbat grila de programe; a redus timpul acordat emisiunilor politice și știrilor, axându-se în schimb pe programe culturale.
La 26 ianuarie 2015, ofițerii de poliție ai OMON au blocat clădirea canalului și au efectuat căutări în cadrul unei anchete penale privind mitingurile pro-ucrainene care au avut loc cu un an înainte.
După o întâlnire  din 21 martie 2015 cu conducătorii canalului, făcând referire la anexarea din martie 2014 a Crimeei de către Rusia, șeful de stat al Republicii Crimeea, Serghei Aksionov, a  declarat că ATR „dă speranțe pentru revenirea Crimeei la Ucraina - ceea ce e o prostie - și nu se va întâmpla niciodată.”
Pe 18 martie 2015, canalul a declarat că, dacă nu va primi o licență de emisie de la autoritatea rusească de reglementare a telecomunicațiilor Roskomnadzor înainte de 1 aprilie 2015, va trebui să înceteze difuzarea. Din octombrie 2015 a încercat să obțină această licență. Nu a obținut o licență și, prin urmare, a fost închis la 1 aprilie 2015. Șeful de stat al Republicii Crimeea, Serghei Aksionov a declarat, la 1 aprilie 2015, că „canalul creează tensiuni și un sentiment de insecuritate în rândul publicului, creând speranțe că Crimeea va reveni în Ucraina. I s-a explicat conducerii ATR că astfel de canale nu pot funcționa în republica noastră în această perioadă de semi-război”. Amnesty International a declarat despre oprirea ATR că „Acest atac flagrant asupra libertății de exprimare, îmbrăcat ca o procedură administrativă, este o încercare brută de a înăbuși mass-media independentă, de a împiedica vocile disidenților și de a intimida comunitatea tătară din Crimeea”. Aksionov a negat orice agendă politică din spatele refuzului unei licențe pentru ATR și a declarat că „fac greșeli în mod deliberat pentru a crea controverse în jurul canalului”. Postul a mai încercat să obțină licența, însă nu a reușit și a fost forțat să se închidă la 1 aprilie 2015.
La începutul lunii mai 2015 site-ul ATR și-a reluat activitățile. La 18 iunie 2015, canalul și-a reluat difuzarea în Ucraina și de atunci se află la Kiev.
Conform rapoartelor de știri, gazda ATR Arkadî Babcenco a fost împușcată și ucisă la Kiev la 29 mai 2018. Cu toate acestea, a doua zi, el era în viață și a apărut la o conferință de presă a Serviciului de Securitate al Ucrainei (SBU). În conformitate cu SBU „uciderea” lui Babcenko a fost pusă în scenă pentru a expune agenții ruși.